# Renac
Renac is een gemeente in het Franse departement Ille-et-Vilaine (regio Bretagne). De plaats maakt deel uit van het arrondissement Redon. Renac telde op 1 januari 2022 1.032 inwoners.

## Geografie
De oppervlakte van Renac bedroeg op 1 januari 2022 25,89 vierkante kilometer; de bevolkingsdichtheid was toen 39,9 inwoners per km².

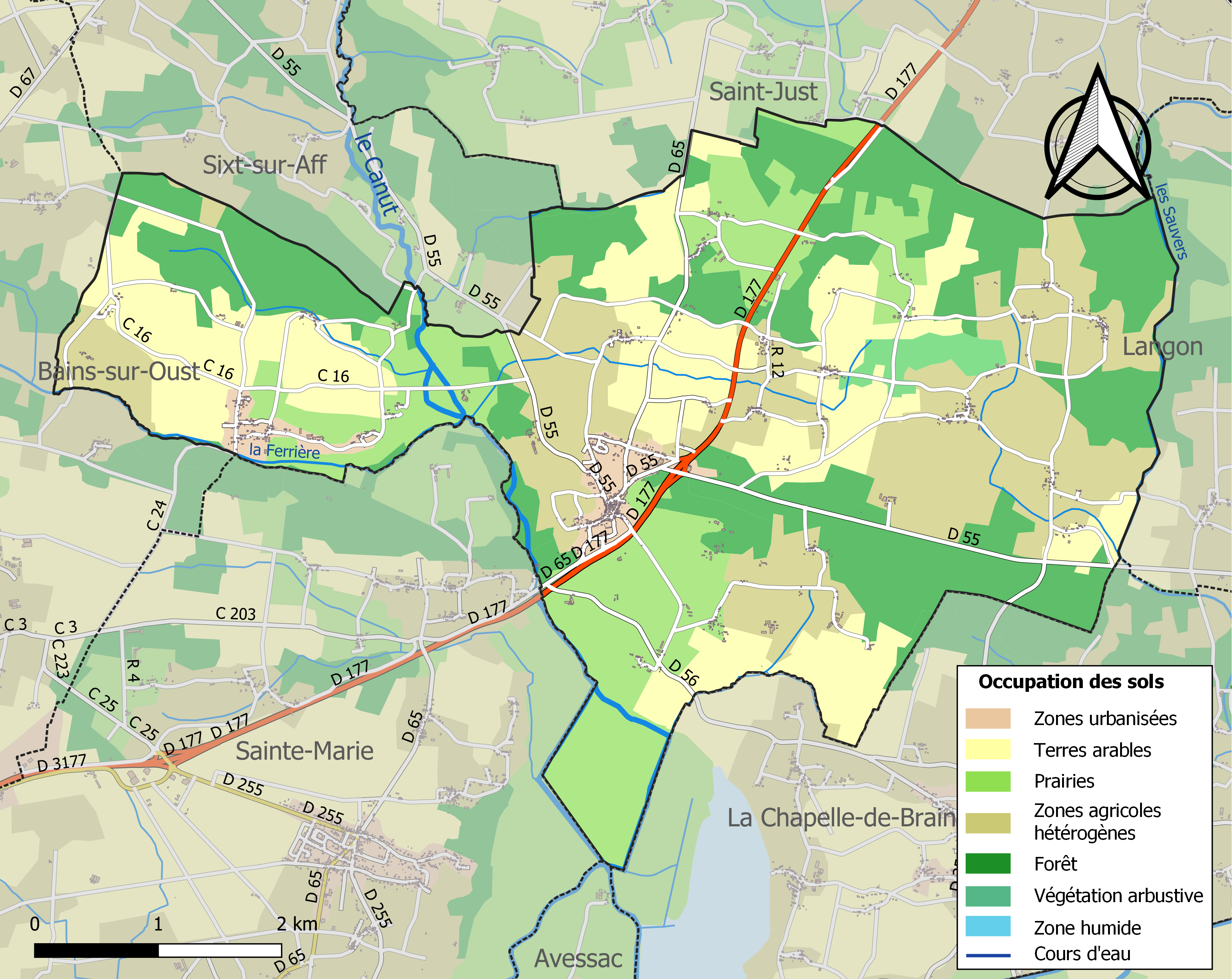
Kaart van de gemeente met belangrijkste infrastructuur, bodemgebruik en omliggende gemeenten

## Demografie
Onderstaande figuur toont het verloop van het inwonertal (bron: INSEE-tellingen).